# Mainz (bateau à aubes)
Ne doit pas être confondu avec le SMS Mainz.
Le Mainz était un navire de croisière fluviale à roues à aubes allemand construit en 1929, destiné à effectuer des croisières sur le Rhin, en Allemagne. Depuis 1985, il est le Bateau-musée de Mannheim (Museumsschiff Mannheim), amarré sur le Neckar, près du pont Kurpfalzbrücke. Il porte le nom allemand de la ville de Mayence.

## Histoire
Le Mainz est commandé en 1928 par la société de navigation à vapeur sur le Rhin Köln-Düsseldorfer (en) (KD) au chantier naval Christof Ruthof de Mayence et mis à l'eau en 1929. Il s'agit du millième bateau construit par ce chantier naval. Destiné à redonner à la navigation à vapeur ses lettres de noblesse, sa décoration intérieure est luxueuse. Il fait partie des bateaux du Rhin les plus rapides.
Il est utilisé par des organisations de loisirs national-socialistes.
Il est un des rares bateaux à traverser les hostilités sans dommages.
Le 12 juin 1956, il coule au large de Coblence à la suite d'une collision avec un bateau de marchandises, sans faire de victimes. Sa coque est reconstruite et le bateau à aubes modernisé.
Il est mis hors-service en 1980 et fait l'objet d'une restauration complète.
Le 17 octobre 1986, ce bateau à vapeur est légué au musée régional des Techniques et du Travail (Landesmuseum für Technick und Arbeit) de Mannheim (inauguré en 1990), qui l'utilise comme bateau-musée. Il est amarré sur l'emplacement de l'ancien guet du Neckar en 1828.
Les visiteurs découvrent notamment la salle des machines, comprenant la machine à vapeur compound à deux cylindres avec distribution à soupapes, et l'imposante cuisine.
Il abrite une exposition permanente du Technoseum (en) sur l'histoire de la navigation sur le Rhin et le Neckar. Un restaurant et un espace événementiel ont été aménagés sur le pont supérieur.

## Galerie

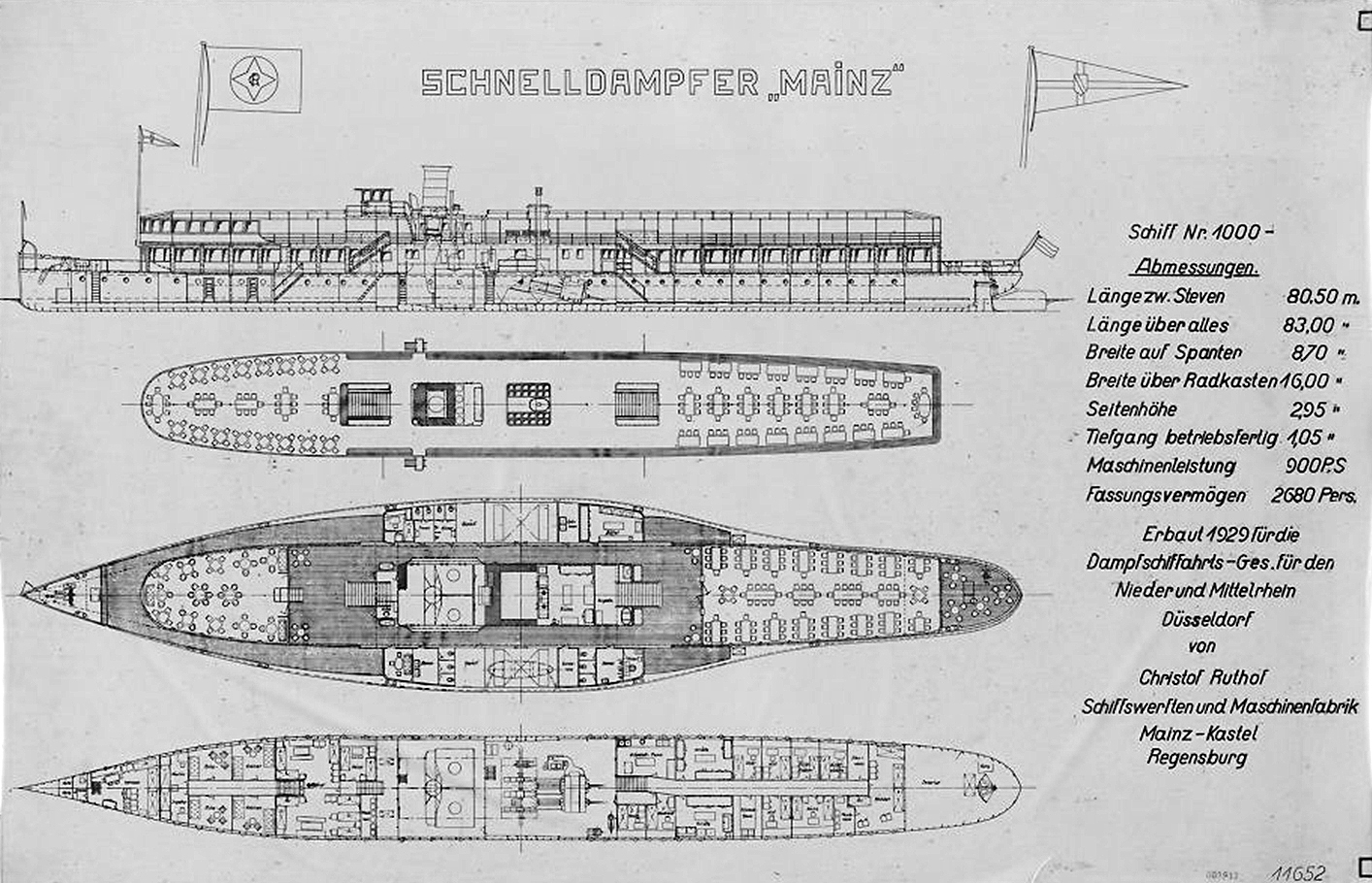
Plan général.
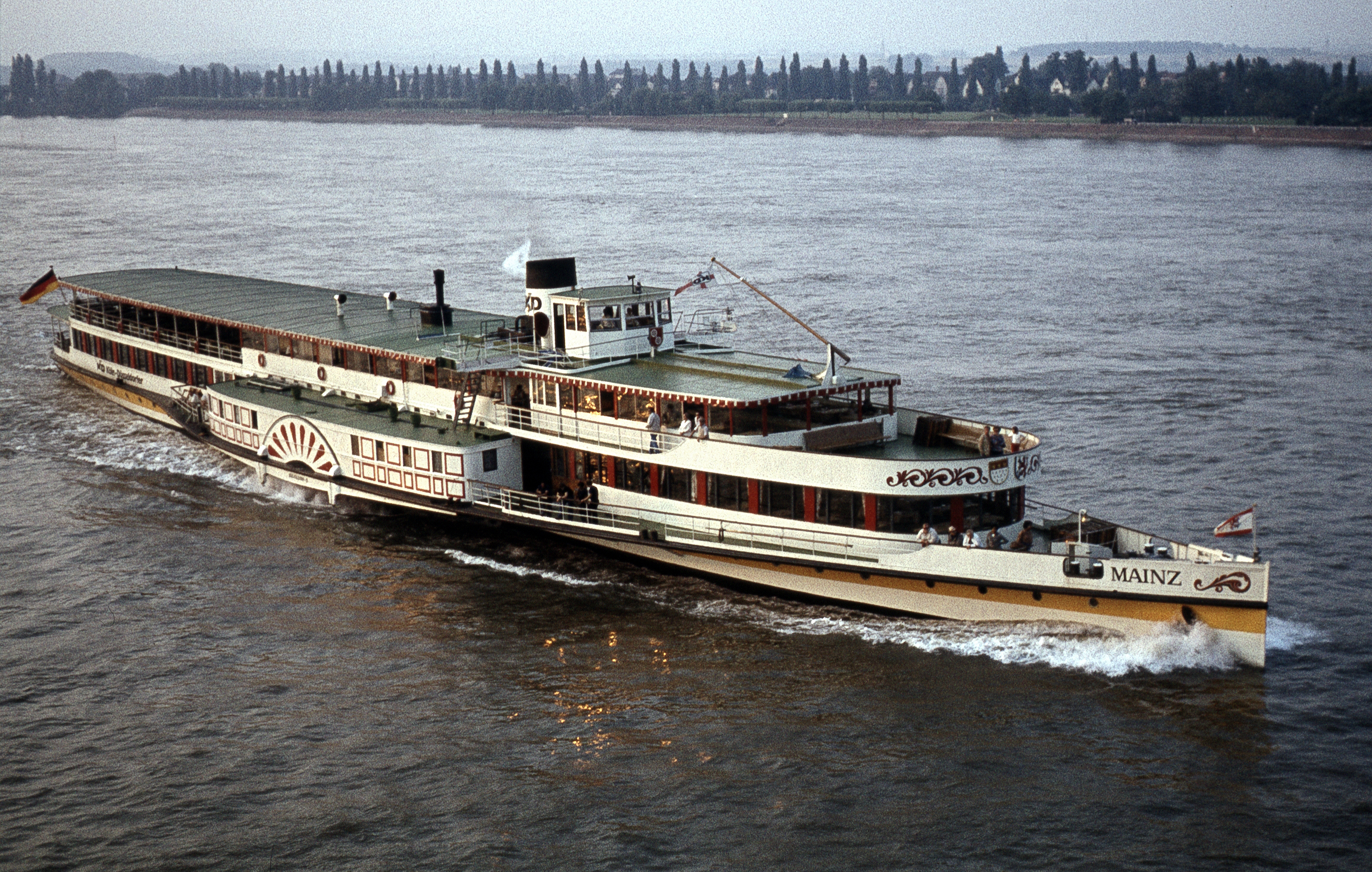
Le Mainz en mouvement.
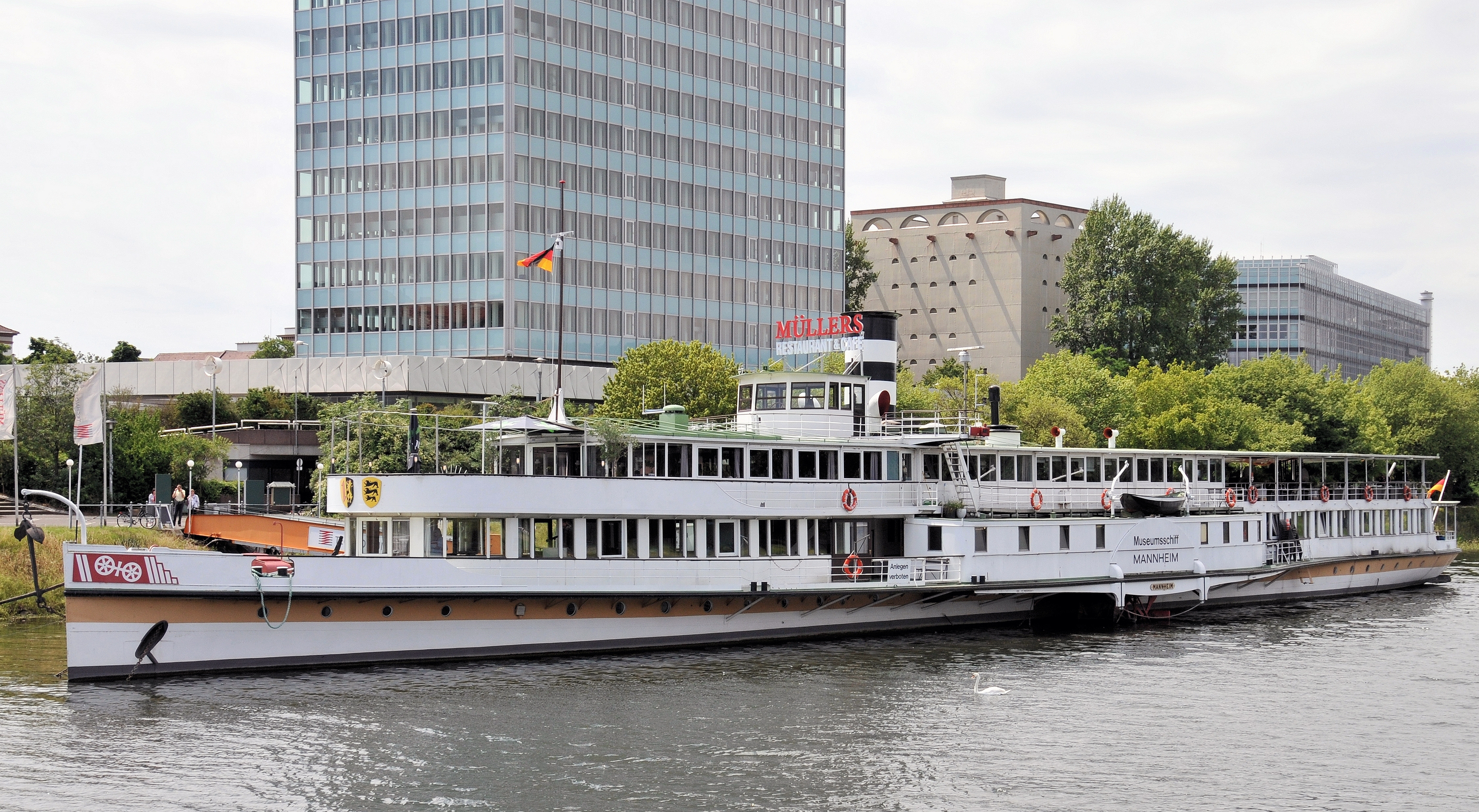
Bateau-musée.
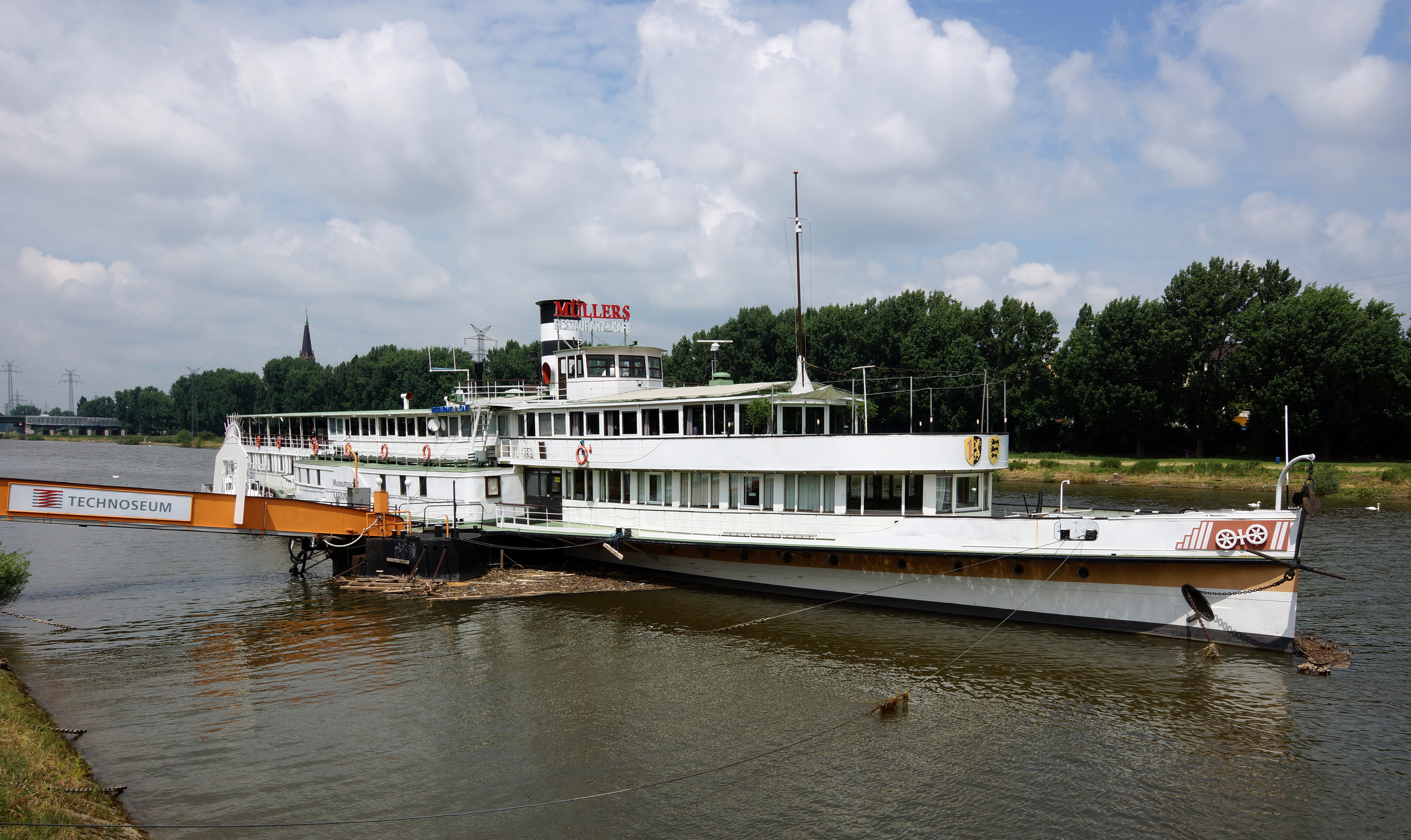
Bateau-musée.
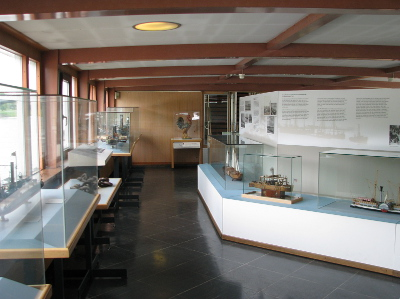
Exposition permanente.